# Adam de Vos
Adam de Vos (Victoria, 21 oktober 1993) is een Canadees voormalig wielrenner.

## Carrière
In 2015 werd De Vos negende in de wegwedstrijd voor beloften op het wereldkampioenschap, waar hij tien seconden na winnaar Kévin Ledanois finishte. Eerder dat jaar werd hij onder meer vijfde op het Pan-Amerikaanse kampioenschap en zesde op het nationale kampioenschap. In 2016 nam hij deel aan de wegwedstrijd voor eliterenners op het wereldkampioenschap, die hij niet uitreed.
In 2017 behaalde De Vos zijn eerste UCI-overwinning door de openingstijdrit van de Joe Martin Stage Race op zijn naam te schrijven. Zijn land- en ploeggenoot Rob Britton werd, met minder dan een seconde achterstand, tweede. De leiderstrui die hij daaraan overhield raakte hij in de laatste etappe kwijt aan Robin Carpenter. In september won hij de Raiffeisen Grand Prix, voor Tadej Pogačar en Patrick Gamper. Doordat zijn ploeg in 2018 een stap hogerop deed, werd De Vos dat jaar prof. In maart van dat jaar behaalde De Vos zijn eerste profoverwinning, toen hij de beste was van de vroege vlucht in de derde etappe van de Ronde van Langkawi. Door zijn overwinning nam hij de leiderstrui over van Riccardo Minali.
In 2019 werd De Vos Canadees kampioen op de weg.

## Overwinningen
2017
1e etappe Joe Martin Stage Race
Raiffeisen Grand Prix
2018
3e etappe Ronde van Langkawi
Delta Road Race
2019
 Canadees kampioen op de weg, Elite

## Resultaten in voornaamste wedstrijden
| Jaar | Gent-Wevelgem | Waalse Pijl | Parijs-Tours |  | WK op de weg |
| ---- | ------------- | ----------- | ------------ |  | ------------ |
| 2016 |               |             |              |  | opgave       |
| 2017 |               |             |              |  |              |
| 2018 |               |             |              |  |              |
| 2019 |               | opgave      | opgave       |  |              |
| 2020 |               |             |              |  |              |
| 2021 |               |             |              |  |              |
| 2022 |               |             |              |  |              |
| 2023 | opgave        |             |              |  |              |

## Ploegen
- 2015 –  H&R Block Pro Cycling
- 2016 –  Rally Cycling
- 2017 –  Rally Cycling
- 2018 –  Rally Cycling
- 2019 –  Rally-UHC Cycling
- 2020 –  Rally Cycling
- 2021 –  Rally Cycling
- 2022 –  Human Powered Health
- 2023 –  Human Powered Health

Anderson · Anthony · Britton · Carpenter · Dal-Cin · de Vos · Ellsay · Huff · Huffman · Joyce · Magner · McNulty · Murphy · Oronte · Pate · Young
Aasvold · Bassett · Brown (tot 26/6) · Carpenter · Coté · de Kleijn · de Vos · Gibson (vanaf 6/6) · Haga · Hecht · Jensen · Joyce · King · Krul · Mannion · Murphy · Rosskopf · Swirbul · Zukowsky · Chrétien (stagiair) · Double (stagiair) · Stites (stagiair)
Aasvold · Aniołkowski · Banaszek · Bassett · Chrétien · Coté · de Vos · Double · Gibson · Greenberg · Haga · Hecht · Jensen · Joyce · Krul · Lemmen · McGill · Peák · Perry · Schönberger · Svestad-Bårdseng · Van Hoecke · Weemaes